# 解放区的天
解放区的天，又名解放区的天是明朗的天，原名边区的天是明朗的天，是小剧《逃难》的主题曲，由刘西林于1943年根据冀鲁民歌曲调填词而成。

## 词曲作者
该曲为刘西林记谱作词，曲调源于民歌。
该歌曲的作者标注曾长期为“佚名词曲”或者“佚名词，陈志昂曲”，原因是陈志昂曾于1944年冬根据山东胶东解放区海阳县郭城实验区的秧歌调《唱十字》或《十字调》创作《儿童团的红旗迎风飘》一曲，与《解放区的天》的曲调相近，使陈志昂错以为《解放区的天》是根据《儿童团的红旗迎风飘》填词而来 。后证实《解放区的天》是刘西林根据河北民歌直接填词而来，得知后陈志昂认可了这一说法 。但仍然有多家唱片、出版公司错误标注该曲作者，刘西林去世后其遗孀曾因此事将中国唱片总公司、宁波出版社、四川文艺出版社、江西人民出版社、北岳文艺出版社等告上法庭，并达成经济赔偿调解协议。

## 使用

### 东方红
该曲在1964年10月2日人民大会堂演出的大型音乐舞蹈史诗《东方红》中为“齐唱、轮唱”，位于第五场《埋葬蒋家王朝》。

### 江水滔滔
该曲是电影《江水滔滔》插曲。